# Batéké

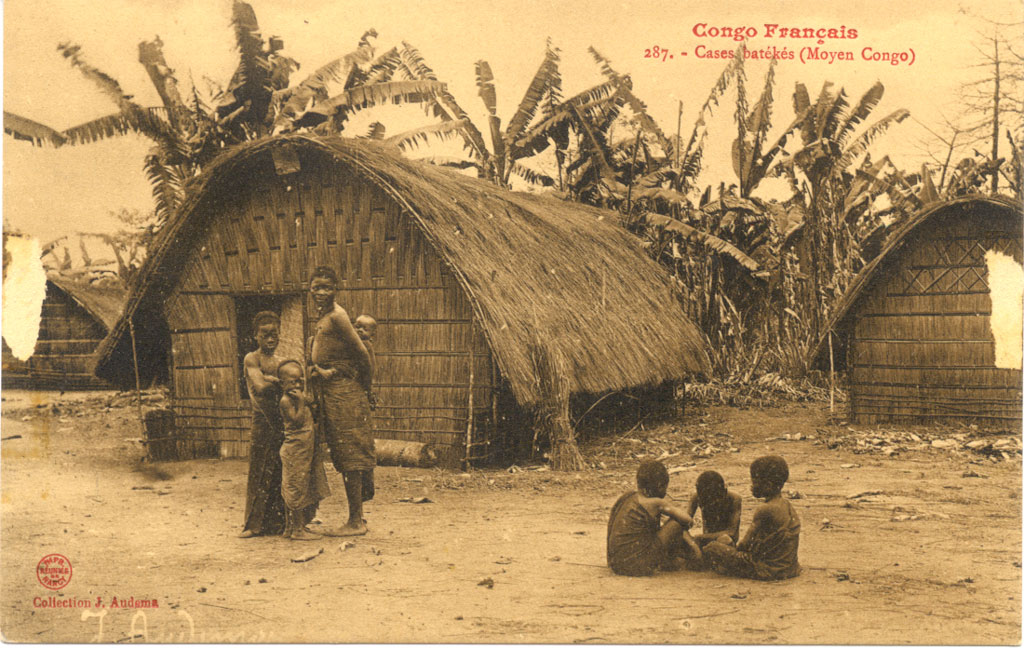
Siedlung der Bateke in Französisch-Kongo, etwa 1905

Die Batéké (auch Bateke, Baréké, Teke, Batio, Tio oder Tyo, früher auch Anzika) sind eine Ethnie in Zentralafrika. Sie  gehören zu den Bantu und untergliedern sich in verschiedene Gruppen.

## Siedlungsgebiet
Sie leben überwiegend in Gabun und der Republik Kongo und in der Demokratischen Republik Kongo.
Geschätzte Zahl im Jahr 2000:
- Gabun: 54.000 (4 % der Bevölkerung)
- Republik Kongo 508.000 (18 %)
- Demokratische Republik Kongo 267.000 (< 1 %)

## Sprache
Sie sprechen ursprünglich verschiedene Teke-Sprachen, in der Republik Kongo auch Französisch.

## Geschichte

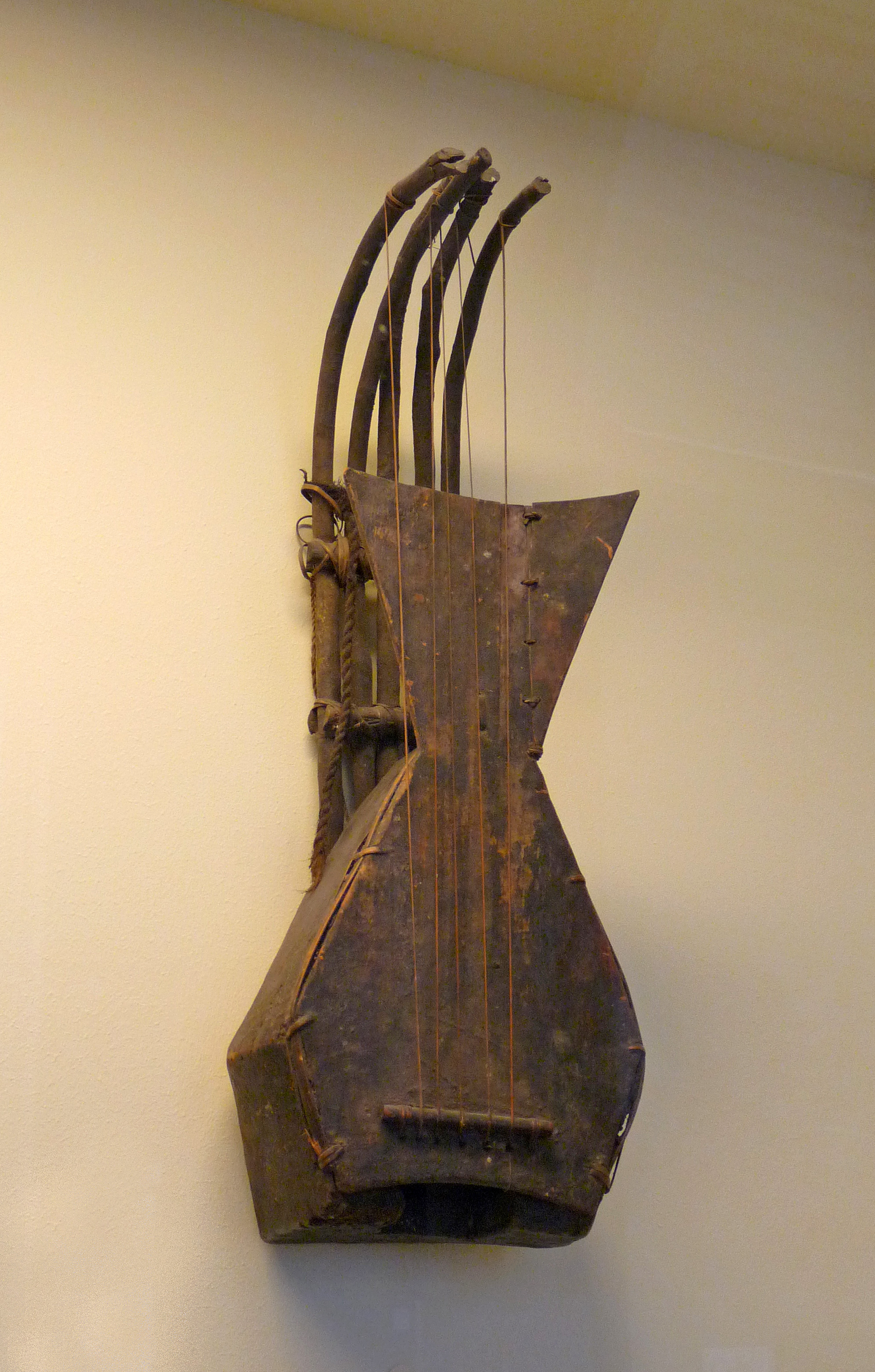
Fünfsaitiger Pluriarc ngwomi, ein Musikinstrument der Bateke, das im 19. Jahrhundert auch in Brasilien gespielt wurde.

Die Bateke waren in dem Gebiet, in dem der Kasai in den Kongo mündet, seit langer Zeit fest etabliert. Ursprünglich lebten sie von der Jagd, Landwirtschaft und Fischerei. Ab dem 15. Jahrhundert entwickelten sie sich zu erfolgreichen Händlern, welche die Flüsse als Transportwege nutzten. Sie beteiligten sich schon damals am Sklavenhandel. Das Reich war dezentral aufgebaut und wurde von Königen mit dem Titel Makoko bzw. Macoco zusammengehalten; die Macht war auf lokale Häuptlinge verteilt. Mbé war das politische Zentrum.
Der Portugiese Diogo Cão 1482 erreichte als erster Europäer die Kongo-Mündung und stellte einen Kontakt zu den Bateke her.
Im 15. und 16. Jahrhundert kam es immer wieder zu Kriegen mit den Bakongo. Im frühen 18. Jahrhundert erreichte das Königreich der Bateke die größte Ausdehnung; vom entlang des Kongo-Flusses von Pool Malebo bis nach Bolobo. Im späten 18. Jahrhundert verloren sie etwas von diesem Gebiet an ihre Nachbarn. Im späten 18. Jahrhundert und frühen 19. Jahrhundert wurden die Handelsbeziehungen immer wichtiger. Einiges was früher lokal hergestellt wurde, importierten die Bateke von der Küste. Die Währung waren Sklaven aus dem Landesinneren. Nach 1880 gerieten die Bateke durch den Offizier und Entdecker Pierre Savorgnan de Brazza unter die Herrschaft Frankreichs, als ihr König Ilo Makoko einen Protektoratsvertrag abschloss und später in Französisch-Äquatorialafrika eingegliedert wurde. 1898 kam es zu einem Aufstand gegen das harsche französische Regime, bei dem am Ende etwa drei Viertel der Bateke umkamen.
Omar Bongo, der Präsident der Republik Gabun von 1967 bis 2009, gehörte den Bateke an.